# كويزي مهمل
كويزي مهمل (الاسم العلمي: Cantharellus neglectus) هو نوع من الفطريات يتبع جنس الكويزي من فصيلة الكويزية.